# Petodaan
Petodaan is een bestuurslaag in het regentschap Pelalawan van de provincie Riau, Indonesië. Petodaan telt 376 inwoners (volkstelling 2010).